# Kermes biblicus
Kermes biblicus är en insektsart som först beskrevs av Bodenheimer 1926.  Kermes biblicus ingår i släktet Kermes och familjen eksköldlöss. Inga underarter finns listade i Catalogue of Life.